# Mormia andrenipes
Mormia andrenipes är en tvåvingeart som först beskrevs av Gabriel Strobl 1910.  Mormia andrenipes ingår i släktet Mormia och familjen fjärilsmyggor. Inga underarter finns listade i Catalogue of Life.